# Bulbophyllum proboscideum
Bulbophyllum proboscideum là một loài phong lan thuộc chi Bulbophyllum.